# 汤姆·丘萨克
汤姆·丘萨克（英語：Tom Cusack，1993年3月1日—），澳大利亚男子橄榄球运动员。他曾代表澳大利亚七人制国家队参加2014年英联邦运动会七人制橄榄球比赛，获得一枚铜牌。